# Racot (gmina)
Racot – dawna gmina wiejska istniejąca w latach 1934–1954 i 1973–1976 w woj. poznańskim i leszczyńskim (dzisiejsze woj. wielkopolskie). Siedzibą władz gminy był Racot.
Gmina zbiorowa Racot została utworzona 1 sierpnia 1934 roku w powiecie kościańskim w woj. poznańskim z dotychczasowych jednostkowych gmin wiejskich: Darnowo, Gorzyce, Gryżyna, Januszewo, Katarzynin, Racot, Spytkówki, Witkówki, Wławie i Wyskoć (oraz z obszarów dworskich położonych na tych terenach lecz nie wchodzących w skład gmin). 
Po wojnie gmina zachowała przynależność administracyjną. Według stanu z dnia 1 lipca 1952 roku gmina składała się z 13 gromad: Choryń, Darnowo, Dębiec Nowy, Gołębin Stary, Gorzyce, Gryżyna, Januszewo, Katarzynin, Osiek, Racot, Spytkówki, Witkówki, Wławie i Wyskoć. Jednostka została zniesiona 29 września 1954 roku wraz z reformą wprowadzającą gromady w miejsce gmin. 
Gminę przywrócono w powiecie kościańskim, w woj. poznańskim wraz z reaktywowaniem gmin z dniem 1 stycznia 1973 roku. 1 czerwca 1975 roku gmina znalazła się w nowo utworzonym woj. leszczyńskim. 15 stycznia 1976 roku gmina została zniesiona przez połączenie z dotychczasową gminą Kościan w nową gminę Kościan.